# St. Petersburg Open 2020 - Qualificazioni singolare
Le qualificazioni del singolare del St. Petersburg Open 2020 sono state un torneo di tennis preliminare per accedere alla fase finale della manifestazione. I vincitori dell'ultimo turno sono entrati di diritto nel tabellone principale. In caso di ritiro di uno o più giocatori aventi diritto a questi sono subentrati i lucky loser, ossia i giocatori che hanno perso nell'ultimo turno ma che avevano una classifica più alta rispetto agli altri partecipanti che avevano comunque perso nel turno finale.

## Teste di serie
1. Jeffrey John Wolf (qualificato)
2. Il'ja Ivaška (qualificato)
3. Nikola Milojević (ultimo turno)
4. Emilio Gómez (ultimo turno, lucky loser)

1. Ernests Gulbis (primo turno)
2. Jurij Rodionov (primo turno)
3. Viktor Troicki (ultimo turno, lucky loser)
4. Cem İlkel (primo turno)

## Qualificati
1. Jeffrey John Wolf
2. Il'ja Ivaška

1. Nino Serdarušić
2. Pavel Kotov

### Lucky loser
1. Emilio Gómez

1. Viktor Troicki

## Tabellone

### Legenda
| - Q = Qualificato - WC = Wild card - LL = Lucky loser | - ALT = Alternate - SE = Special Exempt - PR = Protected Ranking | - w/o = Walkover - r = Ritirato - d = Squalificato |

### Sezione 1
|  | Primo turno | Primo turno       | Primo turno | Primo turno | Primo turno |  |  | Ultimo turno | Ultimo turno      | Ultimo turno | Ultimo turno | Ultimo turno |  |
|  |             |                   |             |             |             |  |  |              |                   |              |              |              |  |
|  | 1           | Jeffrey John Wolf | 4           | 6           | 6           |  |  |              |                   |              |              |              |  |
|  |             | Aleksej Vatutin   | 6           | 1           | 3           |  |  | 1            | Jeffrey John Wolf | 3            | 7            | 6            |  |
|  | WC          | Alen Avidzba      | 4           | 6           | 7           |  |  | WC           | Alen Avidzba      | 6            | 5            | 1            |  |
|  | 5           | Ernests Gulbis    | 6           | 3           | 62          |  |  |              |                   |              |              |              |  |

### Sezione 2
|  | Primo turno | Primo turno     | Primo turno  | Primo turno | Primo turno |  |  | Ultimo turno | Ultimo turno   | Ultimo turno   | Ultimo turno | Ultimo turno |  |
|  |             |                 |              |             |             |  |  |              |                |                |              |              |  |
|  | 2           | Il'ja Ivaška    | Il'ja Ivaška | 7           | 6           |  |  |              |                |                |              |              |  |
|  |             | Max Purcell     | Max Purcell  | 5           | 4           |  |  | 2            | Il'ja Ivaška   | Il'ja Ivaška   | 7            | 6            |  |
|  | PR          | Andrej Kuznecov | 3            | 7           | 4           |  |  | 7            | Viktor Troicki | Viktor Troicki | 5            | 1            |  |
|  | 7           | Viktor Troicki  | 6            | 65          | 6           |  |  |              |                |                |              |              |  |

### Sezione 3
|  | Primo turno | Primo turno        | Primo turno        | Primo turno | Primo turno |  |  | Ultimo turno | Ultimo turno     | Ultimo turno | Ultimo turno | Ultimo turno |  |
|  |             |                    |                    |             |             |  |  |              |                  |              |              |              |  |
|  | 3           | Nikola Milojević   | Nikola Milojević   | 6           | 6           |  |  |              |                  |              |              |              |  |
|  |             | Evgenij Karlovskij | Evgenij Karlovskij | 4           | 0           |  |  | 3            | Nikola Milojević | 7            | 2            | 2            |  |
|  | WC          | Nino Serdarušić    | 7                  | 3           | 6           |  |  | WC           | Nino Serdarušić  | 6(1)         | 6            | 6            |  |
|  | 8           | Cem İlkel          | 65                 | 6           | 4           |  |  |              |                  |              |              |              |  |

### Sezione 4
|  | Primo turno | Primo turno        | Primo turno | Primo turno | Primo turno |  |  | Ultimo turno | Ultimo turno | Ultimo turno | Ultimo turno | Ultimo turno |  |
|  |             |                    |             |             |             |  |  |              |              |              |              |              |  |
|  | 4           | Emilio Gómez       | 7           | 1           | 6           |  |  |              |              |              |              |              |  |
|  |             | Tejmuraz Gabašvili | 67          | 6           | 4           |  |  | 4            | Emilio Gómez | 7            | 64           | 2            |  |
|  | WC          | Pavel Kotov        | 6           | 3           | 7           |  |  | WC           | Pavel Kotov  | 5            | 7            | 6            |  |
|  | 6           | Jurij Rodionov     | 4           | 6           | 5           |  |  |              |              |              |              |              |  |